# Palazzolo sull'Oglio
Palazzolo sull'Oglio é uma comuna italiana da região da Lombardia, província de Bréscia, com cerca de 17.198 habitantes. Estende-se por uma área de 23 km², tendo uma densidade populacional de 748 hab/km². Faz fronteira com Adro, Capriolo, Castelli Calepio (BG), Chiari, Cologne, Erbusco, Grumello del Monte (BG), Palosco (BG), Pontoglio, Telgate (BG).

## Demografia
| Variação demográfica do município entre 1861 e 2011                               |
|                                                                                   |
| Fonte: Istituto Nazionale di Statistica (ISTAT) - Elaboração gráfica da Wikipedia |